# Ștefan Moldovan (Fußballspieler)
Ștefan Moldovan (* 9. Januar 1949; † November 2013) war ein rumänischer Fußballspieler.

## Sportlicher Werdegang
Moldovan entstammte der Jugend des Clubul Sportiv Școlar Cluj, über den CFR Cluj kam er 1965 als Teenager zu Universitatea Cluj. Nach seinem Debüt in der Wettkampfmannschaft im Juni 1966 war der Torhüter zunächst hinter Cristian Ringheanu und Vasile Găboraş vornehmlich Ersatzmann, ehe er sich ab der Spielzeit 1967/68 ein Duell mit ähnlich vielen Einsatzzeiten mit Ringheanu lieferte. Nach dessen Abschied wurde 1970 mit Ștefan Constantin ein neuer Konkurrent verpflichtet, der sich als Nummer 1 etablierte. Zwischenzeitlich nicht mehr im Kader kehrte er nach dem Zweitligaabstieg zurück, beim Gewinn der Zweitligameisterschaft in der Spielzeit 1987/79 stand er in 29 der 34 Saisonspiele auf dem Platz. Anschließend rückte er hinter Marcel Lăzăreanu ins zweite Glied, war aber in der Erstliga-Spielzeit 1980/81 wieder Stammspieler. In der mit dem Abstieg endenden folgenden Spielzeit bestritt er das letzte seiner 114 Erstligaspiele und beendete anschließend seine Laufbahn.
Hauptberuflich arbeitete Moldovan als Anwalt.